# Влада Николе Кљусева
Влада Николе Кљусева је формирана 20. марта 1991. године. Ово је била прва Влада Републике Македоније од успостављања вишестраначја.
10. јануара 1992. године извршена је реконструкција владе. Због међустраначких сукоба, ова влада није трајала дуго. 17. августа 1992. године овој влади је Собрање изгласало неповерење.

## Састав Владе
| Функција                                                     | Слика | Име и презиме         | Странка             | Детаљи                                                                         |
| ------------------------------------------------------------ | ----- | --------------------- | ------------------- | ------------------------------------------------------------------------------ |
| Председник Владе                                             |       | Никола Кљусев         | нестраначка личност |                                                                                |
| потпредседник                                                |       | Блаже Ристовски       | нестраначка личност |                                                                                |
| потпредседник                                                |       | Јован Андонов         | нестраначка личност |                                                                                |
| потпредседник                                                |       | Бекир Жута            | СДП                 |                                                                                |
| Министри                                                     |       |                       |                     |                                                                                |
| министар спољних послова                                     |       | Денко Малески         | нестраначка личност |                                                                                |
| министар одбране                                             |       | Ристо Дамјановски     | нестраначка личност | до 10. јануара 1992.                                                           |
| министар одбране                                             |       | Трајан Гоцевски       | нестраначка личност | од 10. јануара 1992.                                                           |
| министар унутрашњих послова                                  |       | Јордан Мијалков       | ВМРО-ДПМНЕ          | до 19. децембар 1991, погинуо је у саобраћајној незгоди док је био на функцији |
| министар унутрашњих послова                                  |       | Љубомир Фрчкоски      | СДСМ                | од 10. јануара 1992.                                                           |
| министар правде                                              |       | Ђорђи Наумов          | нестраначка личност |                                                                                |
| министар финансија                                           |       | Методија Тошевски     | нестраначка личност |                                                                                |
| министар економије                                           |       | Стојан Трајановски    | нестраначка личност |                                                                                |
| министар за развој                                           |       | Гоце Петрески         | нестраначка личност |                                                                                |
| министар за урбанизам, грађевинарство, саобраћај и екологију |       | Александар Лепавцов   | ВМРО-ДПМНЕ          |                                                                                |
| министар за земљорадњу, шумарство и водопривреду             |       | Иван Ангелов          | нестраначка личност |                                                                                |
| министар за рад и социјалну политику                         |       | Илијаз Сабриу         | СДП                 |                                                                                |
| министар образовања                                          |       | Димитар Димитров      | нестраначка личност | до 10. јануара 1992.                                                           |
| министар образовања                                          |       | Димитар Бајалџиев     | нестраначка личност | од 10. јануара 1992, након доласка на функцију министар образовања и спорта    |
| министар науке                                               |       | Ђорђи Ефремов         | нестраначка личност |                                                                                |
| министар културе                                             |       | Цветан Грозданов      | нестраначка личност |                                                                                |
| министар здравља                                             |       | Перко Колевски        | нестраначка личност |                                                                                |
| министар информисања                                         |       | Мартин Треневски      | нестраначка личност |                                                                                |
| министар без портфеља                                        |       | Јане Миљовски         | нестраначка личност |                                                                                |
| министар без портфеља                                        |       | Илија Андонов - Ченто | нестраначка личност |                                                                                |
| министар без портфеља                                        |       | Алаетин Тоска         | СДП                 |                                                                                |
| министар без портфеља                                        |       | Љубомир Фрчкоски      | СДСМ                | до 10. јануара 1992.                                                           |